# Basilica di San Quirino (Neuss)
La basilica di San Quirino venne eretta nella città di Neuss tra il 1209 e il 1230. La basilica è uno dei più alti esempi di chiese romaniche tedesche. Essa porta forte l'influsso lombardo ma in embrione mostra i primi segni di gotico. Nella sua torre campanaria compaiono le prime arcate a sesto acuto. Questa forma di arco diventerà nei secoli successivi uno dei segni marcati del gotico.

l'interno

Essa è dedicata a San Quirino di Neuss, martire romano degl'inizi del III secolo, venerato a Neuss poiché il corpo del martire venne traslato in questa città nel 1050, dono di papa Leone IX alla badessa Gepa.
Nel 2009 la chiesa è stata insignita del titolo di Basilica minore.